# Казлаускас, Валдас
Валдас Казлаускас (лит. Valdas Kazlauskas; род. 23 февраля 1958, Вильнюс) — советский и литовский легкоатлет, специалист по спортивной ходьбе. Выступал за сборные СССР и Литвы по лёгкой атлетике в 1980-х и 1990-х годах, двукратный победитель Кубка мира в командном зачёте, призёр первенств всесоюзного значения, действующий рекордсмен Литвы в ходьбе на 10 000 метров, 20 км и на 5000 метров в помещении, участник летних Олимпийских игр в Атланте.

## Биография
Валдас Казлаускас родился 23 февраля 1958 года в Вильнюсе.
Впервые заявил о себе на всесоюзном уровне в сезоне 1980 года, когда выиграл бронзовую медаль в ходьбе на 10 000 метров на зимнем чемпионате СССР в Москве.
В сентябре 1983 года на соревнованиях в Москве установил рекорд СССР в ходьбе на 10 000 метров (38.18,0), который впоследствии так и не был никем превзойдён.
В 1984 году стал серебряным призёром в дисциплине 10 км на зимнем чемпионате СССР по спортивной ходьбе в Алуште, уступив только харьковчанину Николаю Винниченко.
В 1986 году в ходьбе на 20 км закрыл десятку сильнейших на Играх доброй воли в Москве.
В 1987 году на Кубке мира в Нью-Йорке стал девятым в личном зачёте 20 км и тем самым помог своим соотечественникам выиграть общий мужской командный зачёт (Кубок Лугано).
На зимнем чемпионате СССР по спортивной ходьбе 1988 года в Сочи стал серебряным призёром позади Алексея Першина.
В феврале 1989 года на зимнем чемпионате СССР по спортивной ходьбе в Сочи с ныне действующим национальным рекордом Литвы 1:19:29 получил серебро на дистанции 20 км, пропустив вперёд только Евгения Мисюлю, установившего здесь мировой рекорд. На Кубке мира в Оспиталете занял итоговое 24-е место, при этом советские ходоки вновь выиграли командный зачёт.
После распада Советского Союза Казлаускас остался действующим спортсменом и продолжил принимать участие в крупнейших международных стартах в составе литовской национальной сборной. Так, в 1992 году он представлял Литву на чемпионате Европы в помещении в Генуе, где в ходьбе на 5000 метров показал 12-й результат.
В 1994 году в ходьбе на 20 км занял 19-е место на чемпионате Европы в Хельсинки.
В 1995 году занял 56-е место на Кубке мира в Пекине и 32-е место на чемпионате мира Гётеборге.
На Кубке Европы 1996 года Ла-Корунье пришёл к финишу девятнадцатым. Благодаря череде удачных выступлений удостоился права защищать честь страны на летних Олимпийских играх в Атланте — в программе ходьбы на 20 км показал результат 1:28:33, расположившись в итоговом протоколе соревнований на 44-й строке.
В 1997 году закрыл тридцатку сильнейших на Кубке мира в Подебрадах и на этом завершил спортивную карьеру.
Впоследствии проявил себя на тренерском поприще. Его воспитанник Марюс Шавельскис участвовал в Олимпиаде 2016 года в Рио-де-Жанейро.